# 網紋單孔魨
網紋單孔魨又名蘇門答臘魨，俗稱為麒麟狗頭，為輻鰭魚綱魨形目四齒魨亞目四齒魨科的其中一種，為熱帶淡水魚，分布於亞洲寮國、泰國、馬來西亞及印尼淡水流域，體長可達19.4公分，棲息在底層水域，生活習性不明，可作為食用魚。

## 扩展阅读
維基物種上的相關：網紋單孔魨